# Leonardo Monroy
Leonardo Gastón Monroy (10 de febrero de 2000; Las Estancias, Catamarca, Argentina) es un futbolista argentino que juega como mediocampista en San Martín de Tucumán, de la Primera Nacional.

## Estadísticas

### Clubes
Actualizado hasta su último partido disputado el 27 de mayo de 2024.
| Club                              | Div.          | Temporada     | Liga  | Liga  | Liga   | Copas nacionales | Copas nacionales | Copas nacionales | Torneos internacionales | Torneos internacionales | Torneos internacionales | Total | Total | Total  |
| Club                              | Div.          | Temporada     | Part. | Goles | Asist. | Part.            | Goles            | Asist.           | Part.                   | Goles                   | Asist.                  | Part. | Goles | Asist. |
| --------------------------------- | ------------- | ------------- | ----- | ----- | ------ | ---------------- | ---------------- | ---------------- | ----------------------- | ----------------------- | ----------------------- | ----- | ----- | ------ |
| Unión Aconquija Argentina         | 3.ª           | 2017-18       | 10    | 1     | 0      | —                | —                | —                | —                       | —                       | —                       | 10    | 1     | 0      |
| Unión Aconquija Argentina         | Total club    | Total club    | 10    | 1     | 0      | 0                | 0                | 0                | 0                       | 0                       | 0                       | 10    | 1     | 0      |
| San Martín (T) Argentina          | 2.ª           | 2021          | 5     | 0     | 0      | —                | —                | —                | —                       | —                       | —                       | 5     | 0     | 0      |
| San Martín (T) Argentina          | 2.ª           | 2022          | 1     | 0     | 0      | —                | —                | —                | —                       | —                       | —                       | 1     | 0     | 0      |
| 9 de Julio de Rafaela Argentina   | 3.ª           | 2023          | 8     | 0     | 0      | —                | —                | —                | —                       | —                       | —                       | 8     | 0     | 0      |
| 9 de Julio de Rafaela Argentina   | Total club    | Total club    | 8     | 0     | 0      | 0                | 0                | 0                | 0                       | 0                       | 0                       | 8     | 0     | 0      |
| San Lorenzo de Alem Argentina     | 4.ª           | 2023-24       | 8     | 0     | 0      | —                | —                | —                | —                       | —                       | —                       | 8     | 0     | 0      |
| San Lorenzo de Alem Argentina     | Total club    | Total club    | 8     | 0     | 0      | 0                | 0                | 0                | 0                       | 0                       | 0                       | 8     | 0     | 0      |
| C. A. Sansinena S. y D. Argentina | 3.ª           | 2024          | 3     | 0     | 0      | —                | —                | —                | —                       | —                       | —                       | 3     | 0     | 0      |
| C. A. Sansinena S. y D. Argentina | Total club    | Total club    | 3     | 0     | 0      | 0                | 0                | 0                | 0                       | 0                       | 0                       | 3     | 0     | 0      |
| San Martín (T) Argentina          | 2.ª           | 2025          | 0     | 0     | 0      | —                | —                | —                | —                       | —                       | —                       | 0     | 0     | 0      |
| San Martín (T) Argentina          | Total club    | Total club    | 6     | 0     | 0      | 0                | 0                | 0                | 0                       | 0                       | 0                       | 6     | 0     | 0      |
| Total carrera                     | Total carrera | Total carrera | 35    | 1     | 0      | 0                | 0                | 0                | 0                       | 0                       | 0                       | 35    | 1     | 0      |
| 1.                                |               |               |       |       |        |                  |                  |                  |                         |                         |                         |       |       |        |